# Томаш, Диогу
Дио́гу Албе́рту Соа́реш Томаш (фин. Diogo Alberto Soares Tomas; 31 июля 1997 года, Оулу, Финляндия) — финский футболист, защитник нидерландского клуба АДО Ден Хааг и сборной Финляндии.

## Клубная карьера
Диогу Томаш является воспитанником футбольной академии клуба «Ильвес». В 2015 году футболист сыграл первую игру в чемпионате Финляндии. Не имея достаточно игровой практики, футболист был отправлен в аренду в клуб Какконен «Миккелин Паллоильят». А сезон 2017 года Томаш провел, играя в составе клуба «Хака».
В начале 2018 года Томаш вернулся в «Ильвес» уже как игрок основы. И в 2019 году вместе с клубом выиграл Национальный кубок.
Перед сезоном 2021 Диогу Томаш как свободный агент перешел в другой клуб Вейккауслиги КуПС. Вместе с которым еще два становился победителем Кубка Финляндии.
2 сентября 2024 года перешёл в нидерландский АДО Ден Хааг, подписав двухлетний контракт до середины 2028 года. 13 сентября дебютировал в Эрстедивизи в гостевом матче против «Ден Босха». 31 января 2025 года забил дебютный гол в чемпионате в матче с «Эйндховеном».

## Карьера в сборной
17 ноября 2022 года в товарищеском матче против Северной Македонии Диогу Томаш дебютировал в составе национальной сборной Финляндии, выйдя на смену во втором тайме.

## Личная жизнь
Имеет португальское происхождение.